# Прокальцитонін
Прокальцитонін (ПКТ) є пептидним попередником гормону кальцитоніну, який бере участь у підтримці гомеостазу кальцію. ПКТ утворюється після розщеплення препрокальцитоніну ендопептидазою. Вперше його виявили Леонард Дж. Дефтос та Бернард А. Рус у 1970-х роках. Він складається зі 116 амінокислот і виробляється парафолікулярними клітинами (С-клітинами) щитоподібної залози та нейроендокринними клітинами легень і кишечника.
Рівень ПКТ в крові здорових людей нижчий за межу виявлення (0,01 мкг/л) клінічних аналізів. Його рівень підвищується у відповідь на прозапальний подразник, особливо бактеріального походження. Тому його часто класифікують як реагент гострої фази. Індукційний період для ПКТ становить від 4 до 12 годин, а період напіввиведення — від 22 до 35 годин. Він значуще не підвищується при вірусних або неінфекційних запаленнях. У випадку вірусних інфекцій це пов'язано з тим, що однією з клітинних реакцій на вірусну інфекцію є вироблення інтерферону гамма, який також пригнічує початкове утворення ПКТ. Із запальним каскадом та системною реакцією, що викликається тяжкою інфекцією, рівень ПКТ в крові може зростати на кілька порядків, причому вищі значення корелюють з тяжчим перебігом захворювання. Однак високий рівень ПКТ, що виробляється під час інфекцій, не супроводжується паралельним підвищенням кальцитоніну або зниженням рівня кальцію в сироватці крові.

## Біохімія

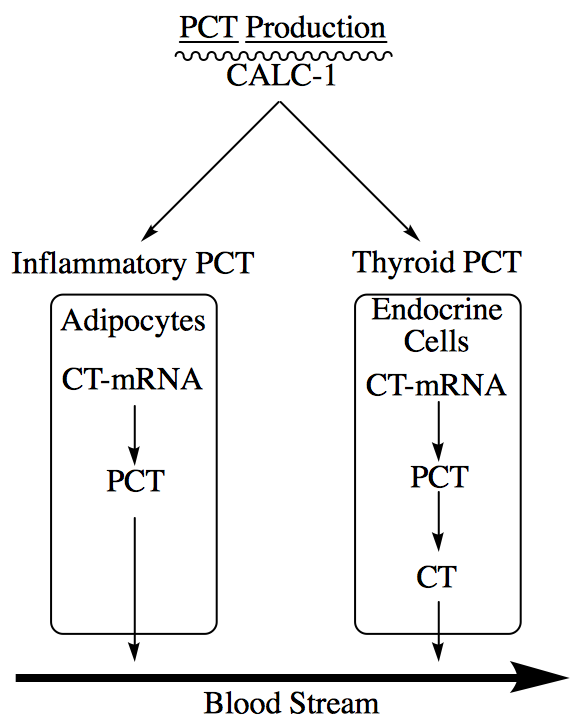
Рисунок 2: Шлях продукування ПКТ та КТ у здорових та інфікованих осіб через індукцію гена CALC-1

ПКТ є членом надродини пептидів кальцитоніну (КТ). Це пептид зі 116 амінокислот з приблизною молекулярною масою 14,5 кДа, кристалічна структура прокальцитоніну ще не доступна. За нормальних фізіологічних умов активний КТ виробляється та секретується в С-клітинах щитоподібної залози після протеолітичного розщеплення ПКТ, що означає, що у здорової людини рівень ПКТ у кровообігу дуже низький (<0,05 нг/мл). Шлях утворення ПКТ за нормальних та запальних умов показано на рисунку 2. Під час запалення ліпополісахарид (ЛПС), мікробний токсин та медіатори запалення, такі як IL-6 або TNF-α, індукують ген CALC-1 в адипоцитах, але ПКТ ніколи не розщеплюється для утворення КТ. У здорової людини ПКТ в ендокринних клітинах виробляється CALC-1 внаслідок підвищеного рівня кальцію, глюкокортикоїдів, CGRP, глюкагону або гастрину та розщеплюється з утворенням КТ, який вивільняється в кров.
ПКТ кодується геном CALC-1 на 11-й хромосомі. Бактеріальні інфекції викликають повсюдне збільшення експресії гена CALC-1 та вивільнення ПКТ (>1 мкг/мл). Експресія цього гормону відбувається сайт-специфічним чином. У здорових та неінфікованих осіб транскрипція ПКТ відбувається лише в нейроендокринній тканині, за винятком С-клітин щитоподібної залози. Утворений ПКТ потім зазнає посттрансляційних модифікацій, що призводить до утворення малих пептидів та зрілого КТ шляхом видалення С-кінцевого гліцину з незрілого КТ за допомогою пептидилгліцин-α-амідуючої монооксигенази (ПАМ). У людини, інфікованої мікробами, ненейроендокринна тканина також секретує ПКТ шляхом експресії CALC-1. Мікробна інфекція індукує суттєве збільшення експресії CALC-1, що призводить до продукування ПКТ у всіх диференційованих типах клітин. Функція ПКТ, що синтезується в ненейроендокринній тканині внаслідок мікробної інфекції, наразі невідома, але його виявлення допомагає в диференціації запальних процесів.

## Діагностичні переваги
Через відмінності у вираженості ПКТ між пацієнтами з мікробними інфекціями та здоровими людьми, він став маркером для покращення ідентифікації бактеріальної інфекції та спрямування антибіотикотерапії. У таблиці нижче наведено короткий виклад роботи Шутца, Альбріча та Мюллера, яка підсумовує поточні дані вибраних відповідних досліджень, що досліджують ПКТ при різних типах інфекцій.
Легенда:✓ = Помірні докази на користь ПКТ✓✓ = Добрі докази на користь ПКТ✓✓✓ = Сильні докази на користь ПКТ~ = Докази на користь або проти використання ПКТ, або досі не визначені
| Інфекція                             | Дослідження  | Критичний рівень ПКТ (нг/л) | Користь ПКТ | Висновок | Джерела                                   |
| ------------------------------------ | ------------ | --------------------------- | ----------- | --- | ----------------------------------------- |
| Інфекції черевної порожнини          | обсерваційне | 0.25                        | ~           | ПКТ може допомогти виключити ішемію та некроз при кишковій непрохідності                                         | [ 15 ] [ 16 ] [ 17 ] [ 18 ]               |
| Артрит                               | обсерваційне | 0.1-0.25                    | ✓           | ПКИ розрізняє неінфекційний артрит (подагра) від інфекційного                                                    | [ 19 ] [ 20 ] [ 21 ]                      |
| Бактеріємія внаслідок інфекції       | обсерваційне | 0.25                        | ✓✓          | Низький рівень ПКТ допомогає виключити бактеріальні інфекції                                                     | [ 22 ] [ 23 ] [ 24 ]                      |
| Бактеріємія (первинна)               | обсерваційне | 0.1                         | ✓✓          | ПКТ відрізняє забруднення від справжньої інфекції                                                                | [ 25 ]                                    |
| Бронхіт                              | РКД          | 0.1-0. 5                    | ✓✓✓         | ПКТ знижує використання антибіотиків без несприятливих ефектів у відділенні невідкладної додпомоги               | [ 26 ] [ 27 ]                             |
| Погіршення ХОЗЛ                      | РКД          | 0.1-0. 5                    | ✓✓✓         | ПКТ знижує використання антибіотиків без несприятливих ефектів у відділенні невідкладної додпомоги та стаціонарі | [ 26 ] [ 27 ] [ 28 ]                      |
| Ендокардит                           | обсерваційне | 2.3                         | ✓           | ПКТ є незалежним предиктором з високою діагностичною точністю при гострому ендокардиті                           | [ 29 ] [ 30 ]                             |
| Менінгіт                             | до-після     | 0.5                         | ✓           | ПКТ знижує використання антибіотиків при спалаху вірусного менінгіту                                             | [ 31 ] [ 32 ] [ 33 ]                      |
| Нейтропенія                          | обсерваційне | 0.1-0.5                     | ✓           | ПКТ допомогає визначити нейтропенію у пацієнтів з системною бактеріальною інфекцією                              | [ 34 ] [ 35 ] [ 36 ]                      |
| Панкреатит                           | обсерваційне | 0.25-0.5                    | ~           | ПКТ корелює з важкістю та поширеністю інфекційного панкреатиту                                                   | [ 37 ] [ 38 ]                             |
| Пневмонія                            | РКД          | 0.1-0. 5; 80-90 % ↓         | ✓✓✓         | ПКТ знижує використання антибіотиків без несприятливих реакцій у стаціонарі                                      | [ 26 ] [ 27 ] [ 39 ] [ 40 ] [ 41 ] [ 42 ] |
| Післяопераційна гарячка              | обсерваційне | 0.1-0.5                     | ✓           | ПКТ розрізняє неінфекційну гарячку від післяопераційних інфекцій                                                 | [ 43 ]                                    |
| Післяопераційна інфекціяinfections   | РКД          | 0.5-1.0; 75-85 % ↓          | ✓✓          | ПКТ знижує використання антибіотиків без несприятливих реакцій в хірургічних відділеннях інтенсивної терапії     | [ 44 ] [ 45 ]                             |
| Сепсис / Шок                         | РКД          | 0.25-0.5; 80-90 % ↓         | ✓✓✓         | ПКТ знижує використання антибіотиків без несприятливих реакцій у відділеннях інтенсивної терапії                 | [ 46 ] [ 47 ]                             |
| Інфекція верхніх дихальних шляхів    | РКД          | 0.1-0.25                    | ✓✓          | ПКТ знижує використання антибіотиків без несприятливих реакцій у відділеннях первинної допомоги                  | [ 48 ]                                    |
| Інфекція сечових шляхів              | обсерваційне | 0.25                        | ✓           | ПКТ корелює з тяжкістю інфекцій сечових шляхів                                                                   | [ 23 ] [ 49 ]                             |
| Пневмонія під час штучної вентиляції | РКД          | 0.1-0.25                    | ✓✓          | ПКТ знижує використання антибіотиків без несприятливих реакцій                                                   | [ 47 ] [ 50 ]                             |

## Медичне використання

### Сепсис
Вимірювання ПКТ може бути використане як маркер тяжкого сепсису, спричиненого бактеріями, і зазвичай добре залежить від ступеня сепсису, хоча його рівень в крові дуже низький. ПКТ має найбільшу чутливість (90 %) та специфічність (91 %) для диференціації пацієнтів із синдромом системної запальної відповіді (ССЗР) від пацієнтів із сепсисом, порівняно з IL-2, IL-6, IL-8, CRP та TNF-альфа. З'являються докази того, що рівень ПКТ може зменшити кількість непотрібних призначень антибіотиків людям з інфекціями нижніх дихальних шляхів. Наразі аналізи на ПКТ широко використовуються в клінічних умовах.
Метааналіз показав чутливість 76 % та специфічність 70 % ПКТ при бактеріємії.
Систематичний огляд 2018 року, що порівнював ПКТ та С-реактивний білок (СРБ), виявив, що ПКТ має чутливість 80 % та специфічність 77 % у виявленні пацієнтів із сепсисом. У дослідженні ПКТ перевершив СРБ за діагностичною точністю прогнозування сепсису.
У метааналізі рандомізованих досліджень 2018 року, проведеному за участю понад 4400 пацієнтів відділення інтенсивної терапії з сепсисом, дослідники дійшли висновку, що терапія при використанні показника ПКТ призвела до зниження смертності та зменшення потреби в антибіотиках.

### Відторгнення органу
Імунна реакція як на відторгнення органу, так і на важку бактеріальну інфекцію може призвести до подібних симптомів, таких як набряк і гарячка, що може ускладнити початкову діагностику. Для диференціації гострого відторгнення трансплантованого органу та бактеріальних інфекцій було запропоновано вимірювати рівень ПКТ в плазмі. Зазвичай рівень ПКТ в крові залишається нижче 0,5 нг/мл у випадках гострого відторгнення органу, що, як зазначалося раніше, значно нижче рівня 1 мкг/мл, що зазвичай спостерігається при бактеріальній інфекції.

### Респіраторні захворювання
Оскільки ПКТ є маркером крові для виявлення бактеріальних інфекцій, дані свідчать про те, що він є корисним інструментом для визначення моменту початку та тривалості антибіотикотерапії у пацієнтів з бактеріальною пневмонією та іншими гострими респіраторними інфекціями. Застосування антибіотикотерапії під контролем ПКТ призводить до зниження смертності, зменшення використання антибіотиків, зменшення побічних ефектів, спричинених антибіотиками, та сприяє належному контролю за антибіотиками. Цінність цих протоколів очевидна, оскільки високий рівень ПКТ корелює зі збільшенням смертності у пацієнтів з критичною пневмонією, особливо у тих, хто має низький бал факторів ризику пневмонії за шкалою CURB-65.
У дорослих з гострими респіраторними інфекціями систематичний огляд 2017 року показав, що терапія під контролем ПКТ знизила смертність, зменшила використання антибіотиків (на 2,4 дня менше антибіотиків) та призвела до зменшення побічних ефектів препаратів у різних клінічних умовах (відділення невідкладної допомоги, відділення інтенсивної терапії, клініка первинної медичної допомоги).
Лікування з контролем ПКТ обмежує використання антибіотиків без збільшення смертності у пацієнтів із загостренням хронічного обструктивного захворювання легень.
Використання ПКТ за протоколом при загостренні астми призвело до зменшення кількості призначень антибіотиків у клініках первинної медичної допомоги, відділеннях невідкладної допомоги та під час госпіталізації. Ці ефекти були очевидними без збільшення кількості днів використання апарату штучної вентиляції легень або ризику інтубації. Хоча загострення астми є одним із станів, що призводить до надмірного використання антибіотиків у всьому світі, дослідники дійшли висновку, що ПКТ може допомогти стримати надмірне цих препаратів.

### Серцево-судинні захворювання
ПКТ служить маркером, який допомагає диференціювати гостре респіраторне захворювання, таке як інфекція, від гострого серцево-судинного захворювання. Він також має цінність як прогностичний лабораторний показник у пацієнтів з атеросклерозом або ішемічною хворобою серця, оскільки його рівні корелюють з тяжкістю захворювання.
Європейське кардіологічне товариство нещодавно опублікувало алгоритм призначення антибіотиків пацієнтам із задишкою та підозрою на гостру серцеву недостатність, розроблений на основі ПКТ. У рекомендаціях використовується порогове значення 0,2. нг/мл і вище, при якому слід давати антибіотики. Це збігається з оглядом літератури 2017 року, в якому було зроблено висновок, що ПКТ може допомогти зменшити надмірне використання антибіотиків у пацієнтів з гострою серцевою недостатністю. Що стосується смертності, метааналіз понад 5000 пацієнтів із серцевою недостатністю показав, що підвищений рівень ПКТ є надійним для прогнозування короткострокової смертності.

### Менінгіт
Рівень ПКТ в крові може допомогти підтвердити наявністьбактеріального менінгіту, якщо результат негативний, цей діагноз можна виключити. В огляді за участі понад 2000 пацієнтів ПКТ спинномозкової рідини мав чутливість 86 % та специфічність 80 %. ПКТ крові, як маркер бактеріального менінгіту, виявився кращим за ПКТ спинномозкової рідини, маючи чутливість 95 % та специфічність 97 %.
При гострому менінгіті сироватковий ПКТ є корисним як біомаркер сепсису. Він також може бути корисним для визначення природи менінгіту: вірусний чи бактеріальний. Ці висновки є результатом огляду літератури 2018 року. Метааналіз 2015 року показав, що ПКТ має чутливість 90 % та специфічність 98 % для оцінки природи менінгіту. ПКТ також перевершив інші біомаркери, такі як С-реактивний білок.

### Шлунково-кишкові захворювання
Існують докази, що підвищений рівень ПКТ вище 0,5 нг/мл може допомогти діагностувати інфекційні ускладнення запальних захворювань кишечника, такі як абсцеси черевної порожнини, бактеріальний ентероколіт тощо. ПКТ може бути ефективним для раннього виявлення інфекцій у пацієнтів із запальними захворюваннями кишечника та прийняття рішень щодо призначення антибіотиків.

### Захворювання нирок
Пацієнти з хронічною хворобою нирок та термінальною стадією ниркової недостатності мають підвищений ризик інфекцій, і ПКТ вивчався у цих групах пацієнтів. ПКТ можна діалізувати, тому його рівні залежать від того, чи проводиться пацієнтам гемодіаліз. Хоча офіційно прийнятого порогового значення для цих пацієнтів немає, використання значення більше або рівного 0,5 нг/мл забезпечило чутливість 97-98 % та специфічність 70-96 %.

### Гепатит
ПКТ, можливо разом із С-реактивним білком (СРБ), використовується для шкали MELD.

### Септичний артрит
ПКТ при пороговому значенні 0,5 нг/мл був ефективним для постановки діагнозу септичного артриту в аналізі понад 8000 пацієнтів у 10 проспективних дослідженнях. ПКТ мав чутливість 54 % та специфічність 95 %. У дослідженні також зроблено висновок, що ПКТ перевершує С-реактивний білок у диференціації септичного артриту від несептичного артриту.

### Рак
Огляд літератури 2016 року показав, що ПКТ має хорошу цінність у діагностиці інфекцій у онкологічних пацієнтів. Більше того, він особливо ефективний у діагностиці серйозних епізодів, що загрожують життю, у онкологічних пацієнтів, таких як бактеріємія та сепсис. ПКТ є надійним методом моніторингу рецидиву медулярної карциноми щитоподібної залози. При виявленні рецидиву раку ПКТ мав чутливість та специфічність 96 % та 96 % відповідно.

### Педіатрія
У метааналізі 17 досліджень ПКТ мав чутливість 85 % та специфічність 54 % у діагностиці сепсису у новонароджених та дітей. Порогове значення ПКТ було між 2-2,5 нг/мл.
У дітей з гарячкою без видимої причини рівень ПКТ 0,5 нг/мл мав чутливість 82 % та специфічність 86 %. На значенні 5 нг/мл, чутливість та специфічність становили 61 % та 94 % відповідно. ПКТ може допомогти у прийнятті клінічних рішень під час виявлення інвазивної бактеріальної інфекції у дітей з нез'ясованою гарячкою.
Рівні ПКТ корелюють зі ступенем захворювання у дітей із сепсисом або інфекціями сечовивідних шляхів, що робить його ефективним прогностичним лабораторним показником у цих пацієнтів.

### Контроль за використанням антибіотиків
Припинення прийому антибіотиків при визначенні ПКТ зменшує тривалість їх прийому та знижує смертність у критично хворих пацієнтів у відділенні інтенсивної терапії.
У дорослих пацієнтів відділень невідкладної допомоги із захворюваннями дихальних шляхів групи лікування під контролем ПКТ мали менше використання антибіотиків. Діапазони референтних значень ПКТ також використовуються для визначення ймовірності наявності у пацієнта системної інфекції (сепсису), тим самим зменшуючи частоту непотрібного використання антибіотиків у випадках, коли сепсис малоймовірний.
Хоча деякі джерела літератури місять різні вимоги щодо припинення прийому антибіотиків, загальна думка полягає в тому, що антибіотики відміняються, коли рівень прокальцитоніну падає на 80 % нижче піку або нижче 0,5. мкг/л на п'ятий день або пізніше під час антибіотикотерапії.

## ПКТ та амфетаміни
Надмірне передозування амфетаміну або його аналогів може спричинити системне запалення. У звіті про випадок передозування амфетаміну без бактеріальної інфекції спостерігалося значне підвищення рівня прокальцитоніну.